# Residencia de Joaquim Franco de Melo
La residencia del Coronel Joaquim Franco de Mello está ubicada en la Avenida Paulista 1919, en la ciudad de São Paulo, Brasil. La mansión, que actualmente pertenece al Estado de São Paulo es el único remanente de la primera fase residencial de la Avenida Paulista, período entre 1891 y 1937 en el que varios miembros de la alta sociedad paulista, formada por barones del café, son propietarios de grandes industrias y ricos comerciantes, decidieron construir sus elegantes mansiones en la avenida más nueva de la ciudad. La mansión fue construida por el albañil licenciado Antônio Fernandes Pinto, ciudadano portugués, en 1905.
Ocupando un terreno de 4720 m², la propiedad cuenta con 35 habitaciones internas y una amplia área verde privada. La superficie construida es de 600m². Su fachada es de estilo ecléctico, con influencias de la arquitectura europea de la época de Luis XV, con ornamentos rococó en el frontón curvo y en los marcos de las ventanas y mansarda renacentista con azulejos franceses y torreón. La mezcla de estilos que forman la casa le da un aspecto único, convirtiéndola en un símbolo único de las mansiones de la época.

## Historia
En 1905, el constructor portugués Antônio Fernandes Pinto inició la construcción de la mansión de la familia Franco de Mello. En ese momento, la Avenida Paulista estaba llena de lujosas mansiones pertenecientes a la élite cafetalera de São Paulo, jefes de industrias y grandes comerciantes. La mansión pertenece a la primera fase residencial del camino, período comprendido entre 1891 y 1937. En 1921, el local fue reformado y ampliado, alcanzando la actual cantidad de 35 salas diferentes repartidas en 600m² de superficie construida.
La parcela de 4720m² está ocupada por una zona verde también protegida por ley. El terreno estaba dentro de un terreno aún más grande, que hoy es Parque Mário Covas. En el pasado, existió Vila Fortunata, que fue demolida años después. En 1932 la mansión ganó el “ habite-se ”, documento que regula la vivienda en la ciudad de São Paulo. La casa albergó al Coronel Joaquim, su esposa Lavínia y sus tres hijos: Raul Franco de Mello, Raphael Franco de Mello y Rubens Franco de Mello. Hoy la mansión es hogar de uno de los herederos de la familia, Renato Franco de Mello.

## Arquitectura

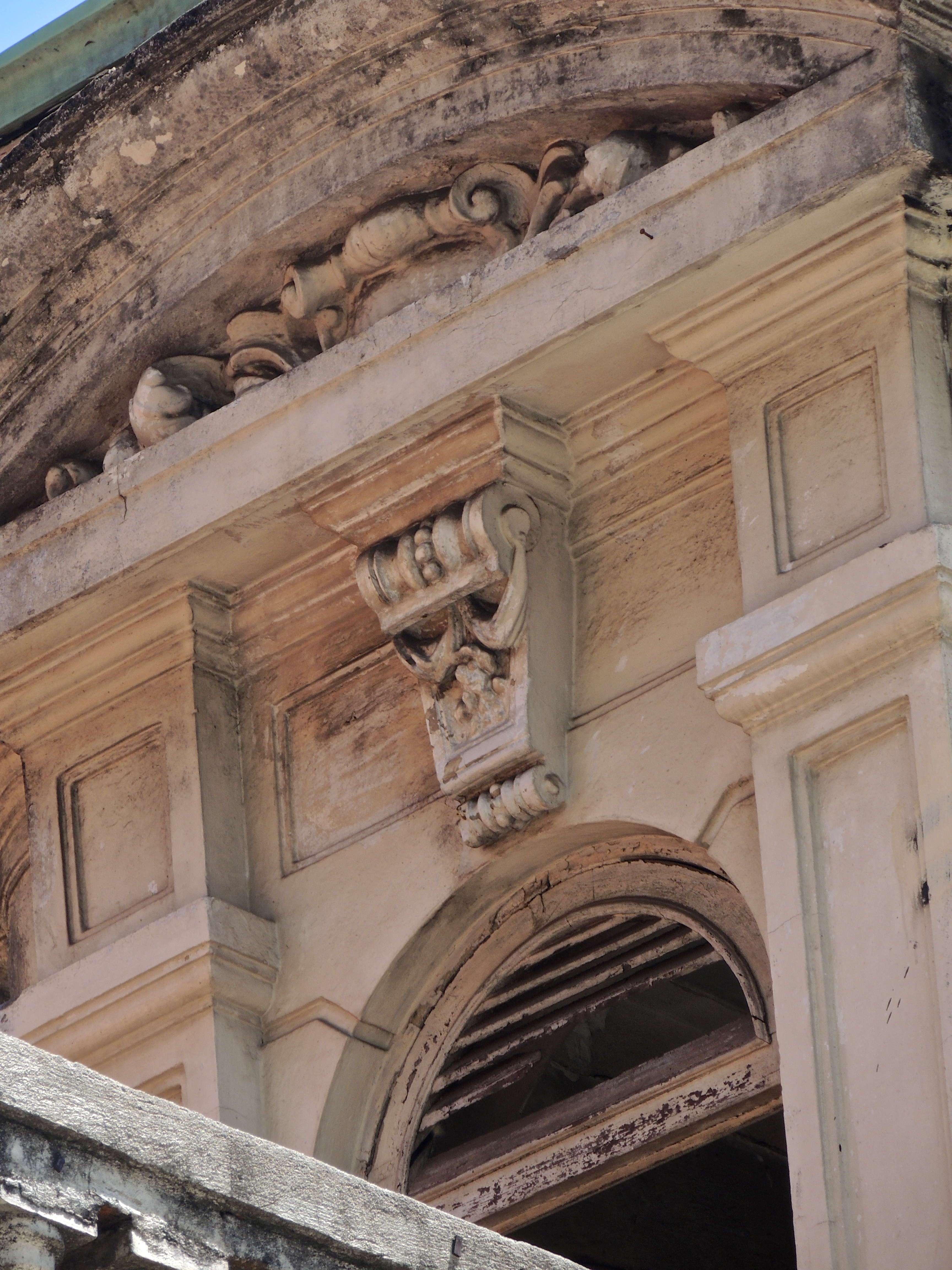
La imagen muestra detalles de la arquitectura del lugar.

El valor arquitectónico de la propiedad es bastante alto, ya que es el único edificio que queda en pie en la primera fase residencial de la Avenida Paulista. De estilo ecléctico, reúne influencias de diferentes épocas y países, convirtiéndose así en un ejemplo de gran riqueza por conservar ejemplos concretos de las diferentes formas utilizadas en las construcciones de la época.
Las torres son de estilo morisco ; los capiteles y frontones son provenzales-urbanos; el techo, abuhardillado, tiene detalles renacentistas; las tejas son francesas y torreón; las ventanas tienen ornamentación rococó en el frontón curvo y marcos; hay un toque rococó de la época de Luis XV, el monarca francés, en toda la fachada de la propiedad. En su interior aún se conserva una gran cantidad de muebles antiguos, que datan de la época colonial, como un banco de palisandro del siglo XVIII, e innumerables obras de arte que decoran el ambiente.
El edificio también tiene características llamativas, como el sótano alto, que no es algo que vemos comúnmente en los hogares brasileños. La distribución de las 35 habitaciones en los pisos de la casa también marca la transición entre las antiguas casas de dos pisos y las casas de un piso. Otro detalle llamativo es la pequeña escalera que conduce directamente a la puerta de entrada. Tanto esta escalera, como las columnas y los frontones de piedra fueron pensados para adornar las fachadas de los principales edificios de la época.
La residencia se construyó en un momento en que se analizaba una nueva disposición de los lotes en la región, en la que los jardines se instalaron en los laterales, aumentando la distancia entre los vecinos. También había jardines al frente del lote, y estos estaban delimitados con rejas de hierro entre el lote y el andador público. El retranqueo creado por el área arbolada frente a la casa realza la fachada, permitiendo una mejor vista de sus elementos arquitectónicos.
Como muchas otras residencias de élite de la época, la casa fue terminada con refinamiento técnico constructivo, y también formó parte del grupo de casas que fueron las primeras en recibir baños con cañerías de agua corriente. Otro elemento cuyo uso casualmente comenzó en este momento fue la persiana. Para el piso se utilizó madera aserrada, con juntas más perfectas, lo que favoreció la popularización -entre las más ricas- del uso de pisos encerados. Esto también condujo a un mayor uso de alfombras y muebles más finos.

## Familia franco de mello

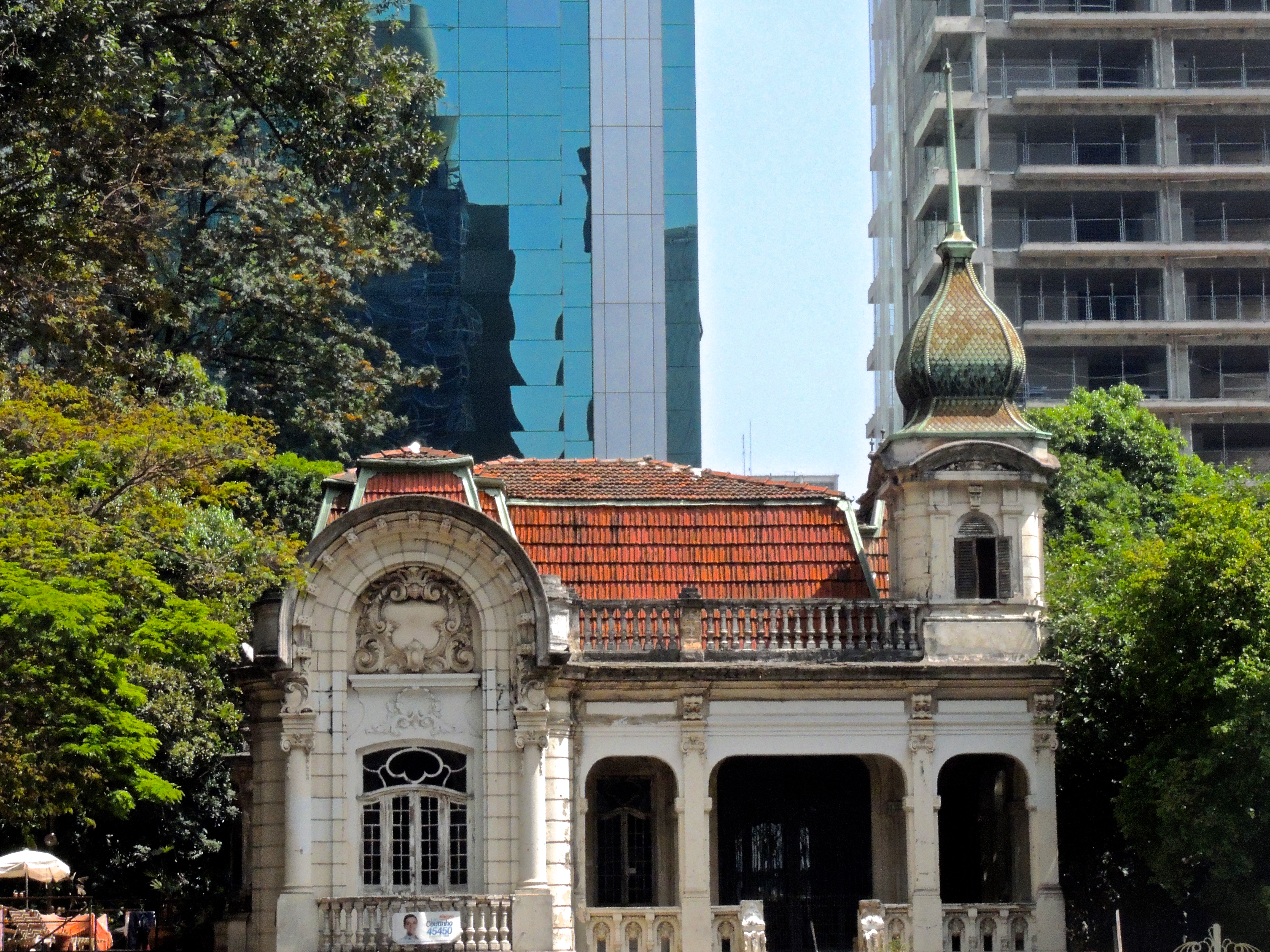
La mansión está rodeada de edificios hoy en día.

El coronel Joaquim Franco de Mello, que da nombre a la mansión, era un rico granjero. Entre las numerosas actividades realizadas por él, fundó una ciudad en el interior de São Paulo y le puso el nombre de su esposa, Lavínia. Joaquim vivía en la propiedad con su esposa, Lavínia Daut Salles Lemme, y sus tres hijos, Raphael, Rubens y Raul.
Raphael se convirtió en médico, Raphael Franco de Mello, y permaneció activo en la profesión durante muchos años en los círculos médicos brasileños. Raúl, también médico, fue Raúl Franco de Mello. Fue fundador del consejo de endocrinología, miembro de la UNESCO y empresario de la Comunidad Empresarial de la ciudad de São Paulo y estuvo casado con Charlotte Franke Franco de Mello, primera cónsul en América Latina y representante del Gobierno de los Estados Unidos en São Paulo. La pareja tuvo un hijo, Joaquim Franco de Mello Neto, quien se convirtió en ganadero y empresario, trabajando en los campos de la aviación y la construcción civil. Rubens se convirtió en abogado, Rubens Franco de Mello, además de ganadero y empresario. Incluso ocupó cargos públicos, ocupando el cargo de Secretario de la Federación de Agricultura del Estado de São Paulo. Casado con Lia Junqueira Franco de Mello y luego con Ildenira Duquini, tuvo un total de seis hijos y todos con Lia: Rubens Filho, Ricardo, Renato, Joaquim Mario, Rita Helene y Antônio Sérgio.
Otros miembros ilustres de la familia Franco de Mello fueron Ricardo Gumbleton Daut, patrón y médico del Instituto de Identificación de la Policía Civil del Estado de São Paulo; Prudente de Morais Barros, Presidente de Brasil ; Manoel Ferraz de Campos Salles y José de Salles Leme, cafetalero, fundador de la ciudad de Barra Bonita, empresario y accionista mayoritario del ferrocarril de Barra Bonita y también, por supuesto, su yerno, Joaquim Franco de Mello, fundador de la ciudad de Lavínia.

## Avenida Paulista

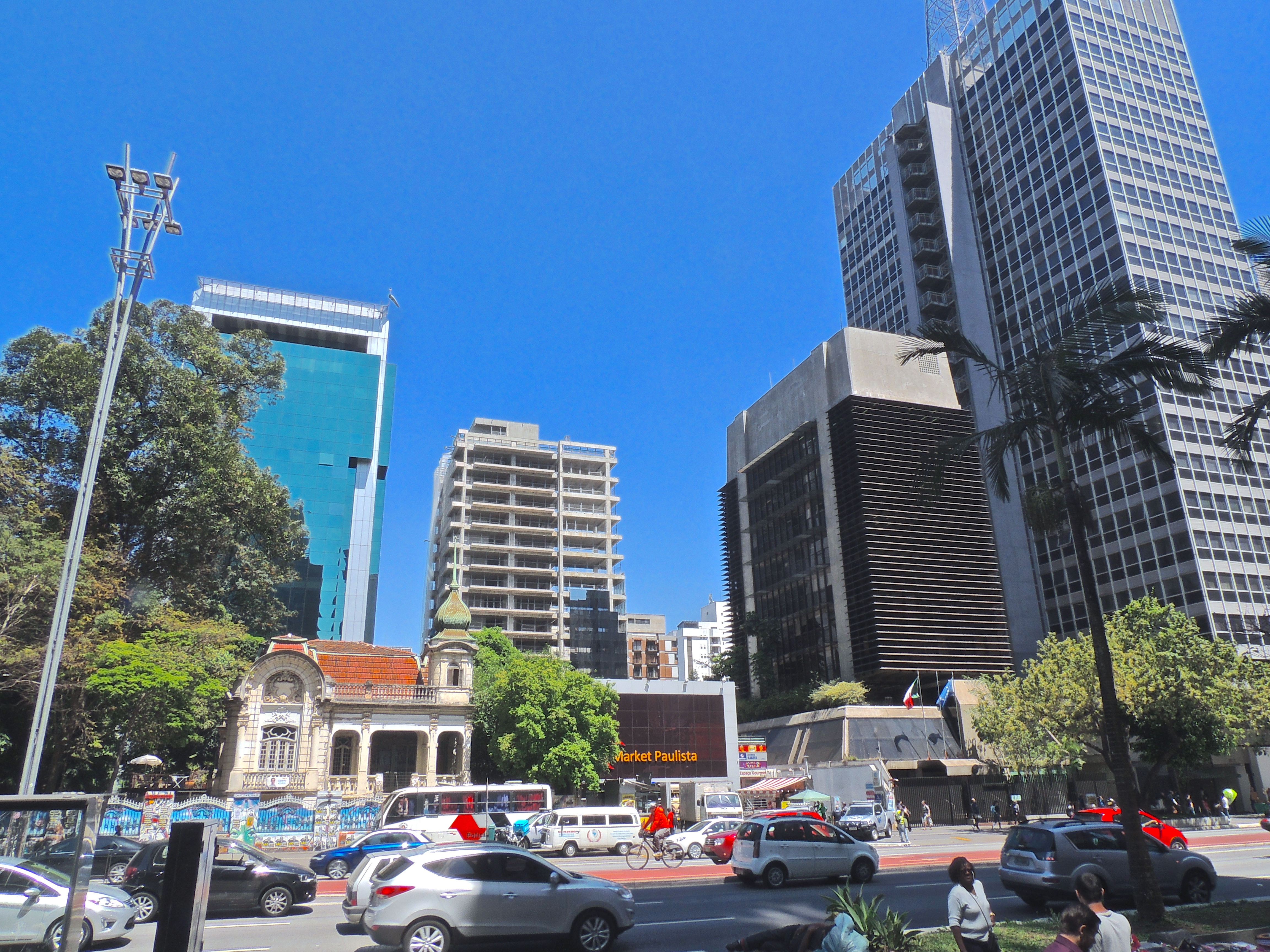
Antigua mansión está en medio del caos moderno de la Avenida Paulista

La Avenida Paulista es uno de los lugares más importantes de la ciudad de São Paulo. Ubicada en el límite entre las zonas Centro-Sur, Oeste y Central, es una de las regiones más altas de la ciudad, a unos 900 metros sobre el nivel del mar, de ahí que se llame Espigão da Paulista.
La calle es uno de los principales centros financieros de la ciudad, así como una de sus atracciones turísticas más famosas, siendo conocida como la postal de la ciudad. Además, también es un centro cultural y de entretenimiento, con varios centros comerciales, cines, galerías de arte, museos, parques y librerías.
Entre las paradas más famosas se encuentran Museo de Arte de São Paulo, Hospital Santa Catarina, Cine Belas Artes, Reserva Cultural, Livraria Cultura, Prédio da Gazeta, Parque Trianon, Rua Augusta, Shopping City, Patio Paulista y Mirante 9 de Julho.
La avenida fue fundada el 8 de diciembre de 1891 y fue construida por el ingeniero uruguayo Joaquim Eugênio de Lima. Entre los ilustres vecinos de la comarca, Ramos de Azevedo, ya han pasado varios miembros de la familia Matarazzo, como el conde Francisco Matarazzo, y Cerqueira Cezar.

## Vila Fortunata
Vila Fortunata era el lote junto a la familia Franco de Mello. Situada en el número 1853, la casa fue construida en 1903 por encargo de Alexandre Honoré Marie Thiolier, propietario de la primera librería del municipio, Casa Garrou. Antes de ser demolida, la mansión tenía el mismo estilo ecléctico que la Residencia de la familia Franco de Mello. Hoy el terreno da paso al Parque Mário Covas.

## Estado actual

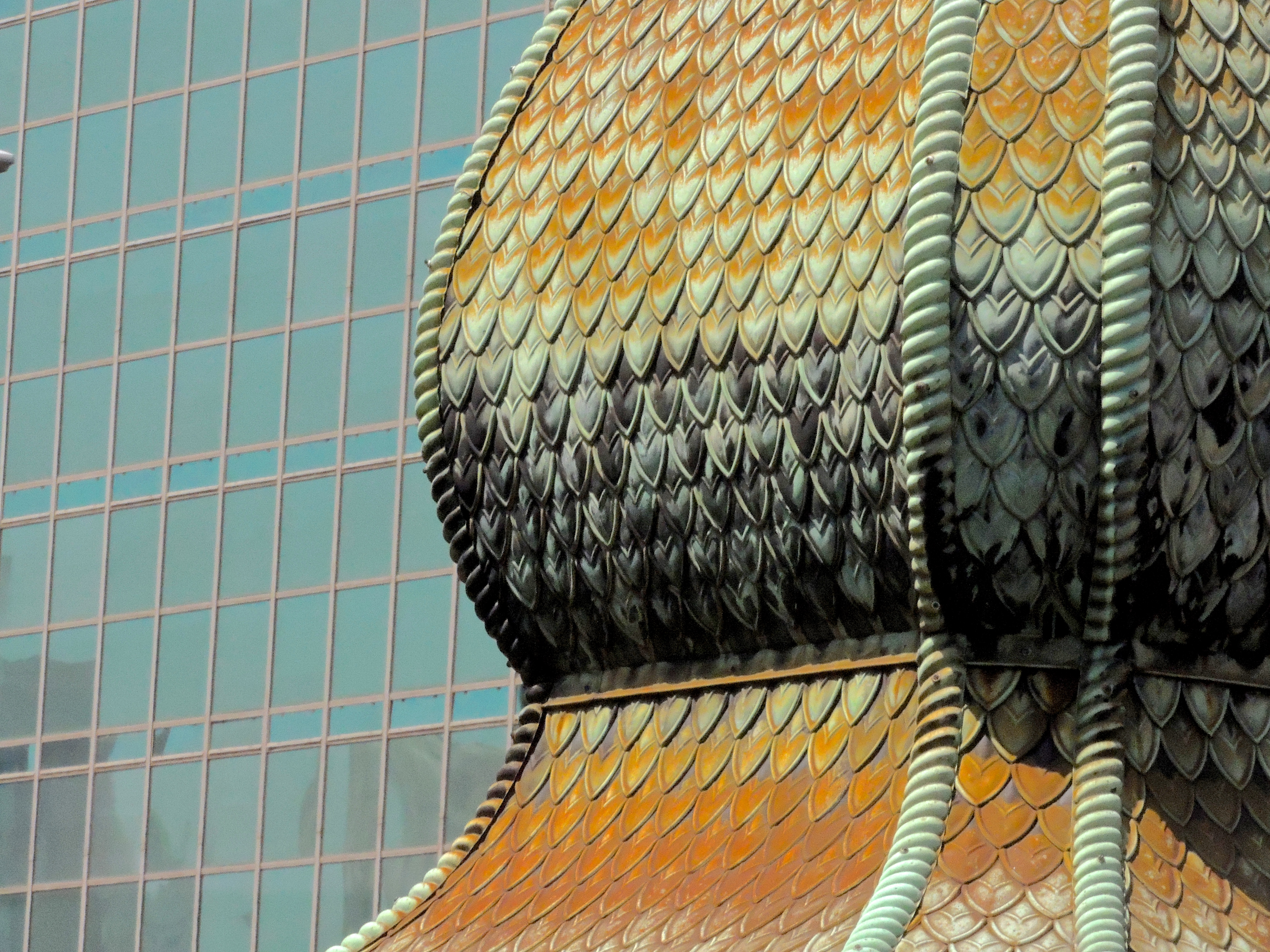
Contraste de detalles de tejas de cobre escaladas con un edificio moderno en el fondo

Actualmente, la residencia está siendo objeto de importantes litigios en los tribunales. Después de que el proceso de listado fuera confirmado por Condephaat, en 1992, la familia Franco de Mello apeló contra la decisión por temor al perjuicio económico que podría traer. El entonces propietario del inmueble, Rubens Franco de Mello, interpuso una demanda contra el Estado pidiendo una indemnización por los daños causados a su familia, a principios de 2000. En agosto del mismo año, el Tribunal Supremo de Justicia (STJ) acogió el pedido y ordenó al Estado pagar el equivalente a 55 millones de reales a la familia Franco de Mello. Sin embargo, el gobierno de São Paulo apeló ante el Supremo Tribunal Federal (STF) y ganó en segunda instancia.

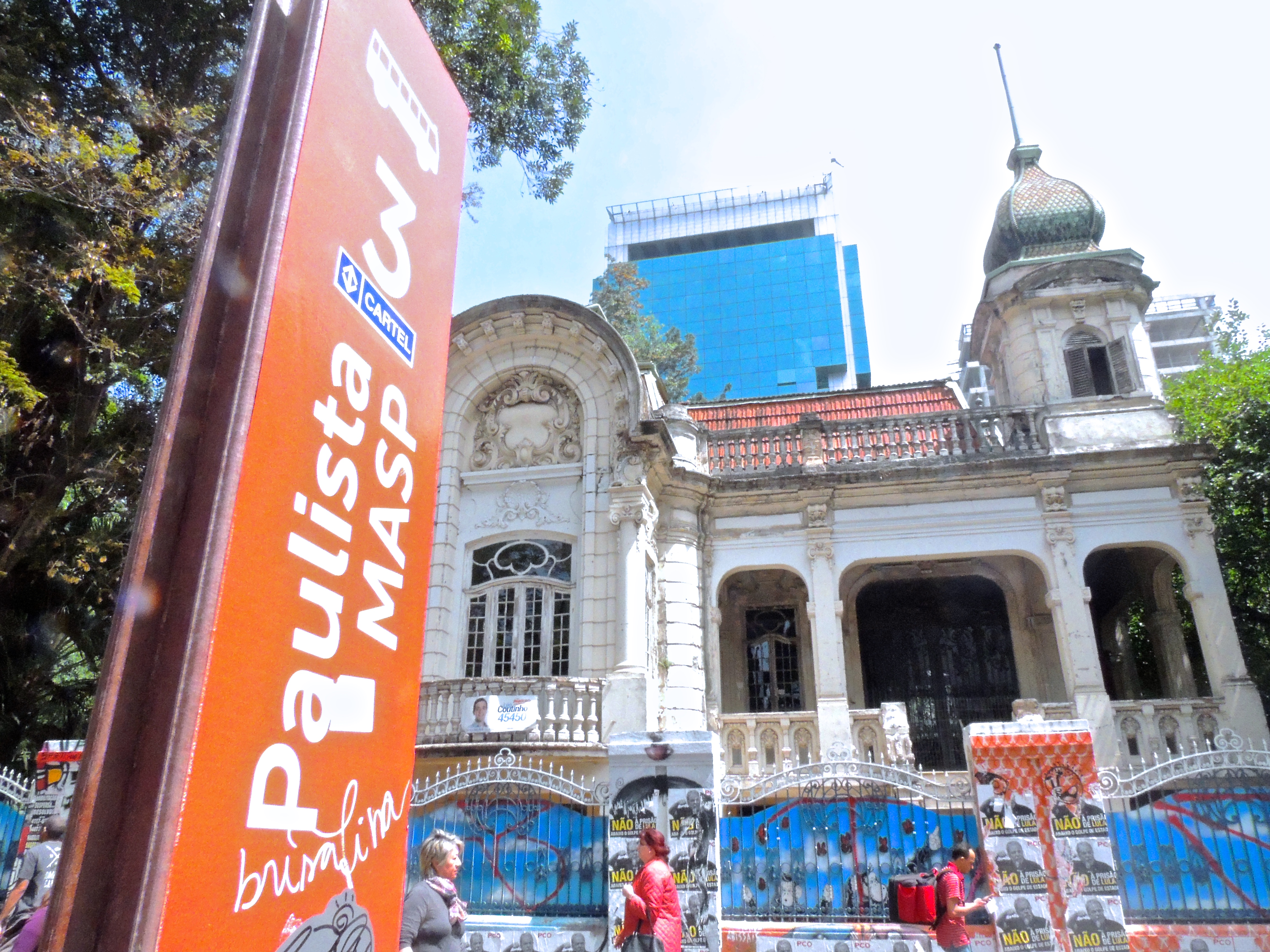
La parada de la Línea Turística Circular está justo enfrente de la mansión.

Mientras la batalla legal se desarrolla desde hace 20 años y el gobierno socava las posibilidades de la familia Franco de Mello de usar la propiedad para generar ganancias -ya intentaron montar una discoteca y una feria de frutas-, la deuda crece. Según el STF, en una decisión tomada en 2012, ya se garantizó el pago de más de 118 millones de reales. Sin embargo, tanto los abogados defensores de la propiedad como la Procuraduría General del Estado (PGE) lo niegan.
También existe otro proceso que investiga las modificaciones realizadas sin la debida autorización, además del mal estado de conservación del inmueble -que perjudica sus características originales. En una decisión de la jueza Cynthia Thomé, del 6º Juzgado de Hacienda Pública, se determinó que los demandados -la familia Franco de Mello- presentaran un proyecto de restauración del patrimonio histórico en un plazo determinado de 90 días y una vez aprobado éste se iniciarían las obras.
Los herederos respondieron a la acción interpuesta por el Ministerio Público en 2009 alegando que la propiedad ya no les pertenecía a ellos, sino al Estado, que debería hacerse cargo de su mantenimiento. La justificación fue que el vuelco provocó una desvalorización total del inmueble, y de esta manera entregarían a la fuerza la residencia al gobierno.
Al año siguiente, en 2010, la Justicia determinó una multa diaria y fija de R$ 5 mil por las reformas de emergencia a realizar, pero fue en vano. Los herederos se defendieron alegando que los órganos competentes no autorizaron el inicio de las obras. Para el juez, la familia podría pagar los gastos millonarios de la remodelación, mediante la venta de los restantes bienes dejados en herencia o incluso pagar la multa y las deudas del Impuesto Inmobiliario Urbano y Territorial (IPTU).
Mientras no se decida de quién es la cuenta, la propiedad está congelada en el tiempo. Se redactó una propuesta para transformar el sitio en el Museo de la Diversidad, pero esta idea nunca despegó, a pesar de la amplia cobertura de prensa en 2014.
Aunque el futuro es incierto, la mansión atrae la mirada de turistas y curiosos. Coincidentemente, una de las paradas de la Linha Circular Turismo está justo enfrente de la mansión.

## Renato Franco de Mello

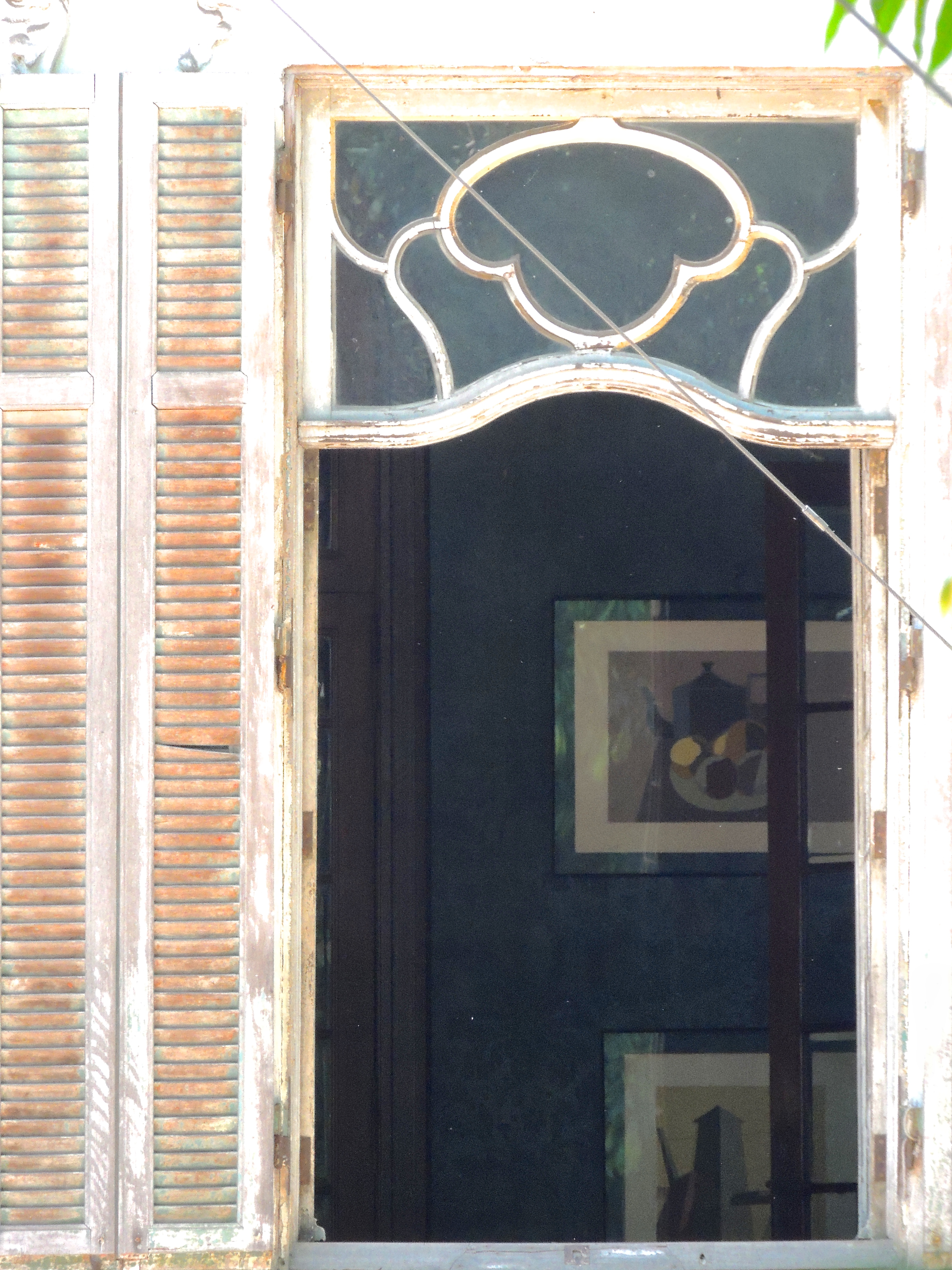
Detalle del interior de la casa revela obras de arte modernas

Mientras tanto, la casa fue habitada por uno de los herederos, Renato Franco de Mello. Al igual que el resto de sus primos, Renato vivía de la herencia familiar y de las ganancias de la hacienda Primavera, ubicada en las afueras de Araçatuba, que se dedicaba al cultivo de caña de azúcar y a la crianza de unos cientos de cabezas de ganado. A principios de la década, Renato decidió cerrar su pequeña tienda de antigüedades, que estaba ubicada en la Rua Oscar Freire, y se mudó a la región de Provenza, Francia.
Sin embargo, la finca familiar fue expropiada por el gobierno federal en 2002 en nombre de la reforma agraria. Con 105 familias trabajando en lo que solían ser las tierras de Franco de Mello, Renato se vio obligado a regresar a Brasil en 2006. Por su experiencia en la tienda de antigüedades y su gusto personal por las cosas antiguas, se le encomendó la misión de cuidar la mansión de la Avenida Paulista, evitando que los vagabundos invadieran la propiedad y evitando que fuera abandonada.
Renato murió en febrero de 2019, víctima del cáncer
Incluso sin tener el poder de decidir sobre el destino del lugar, a Renato le gustaría verlo transformado en un museo dedicado a la historia de la casa misma, con una reconstitución de su mobiliario original.

## Galería

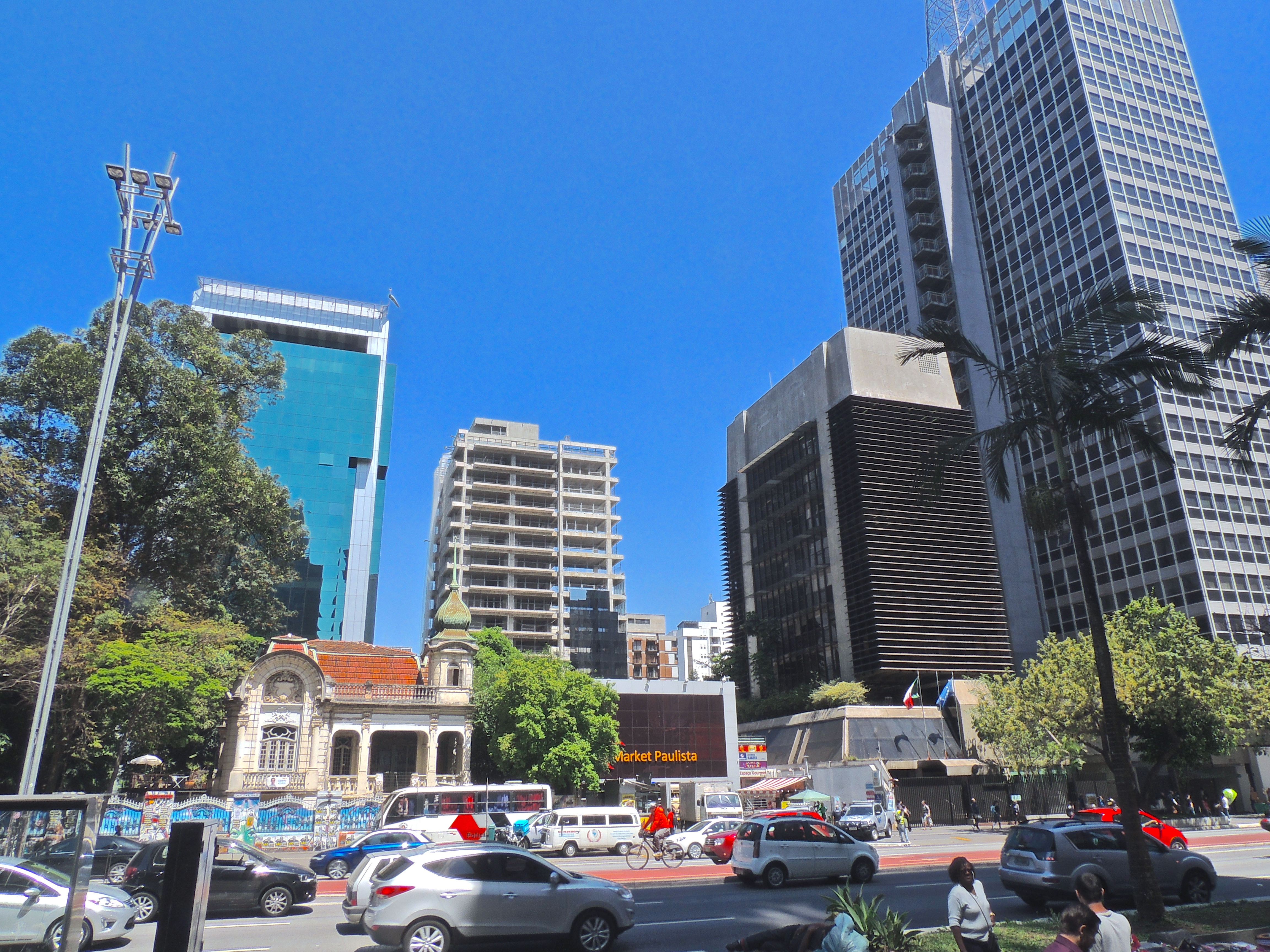
Casa en plena Avenida Paulista
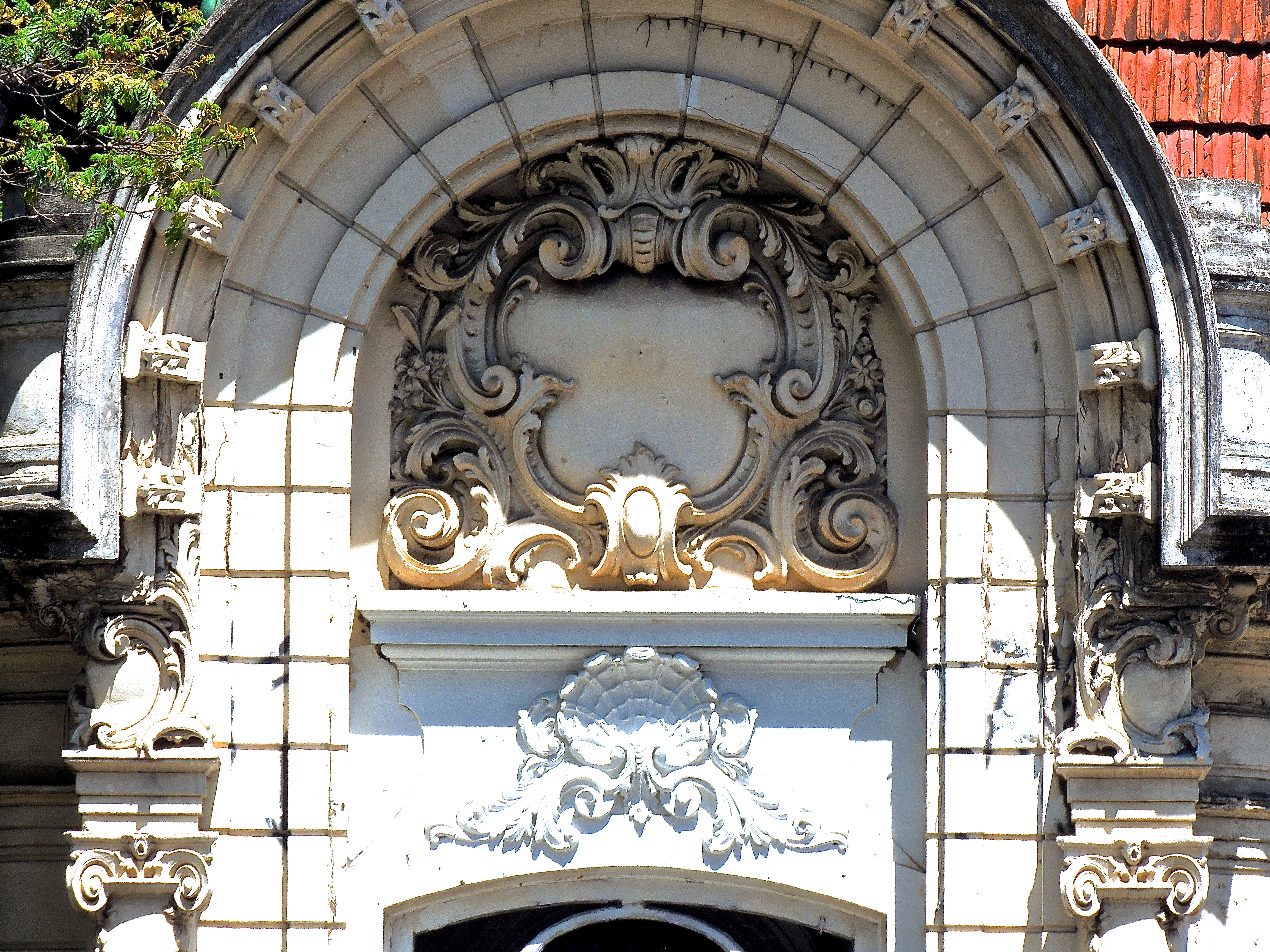
Detalles de la torre del palacio
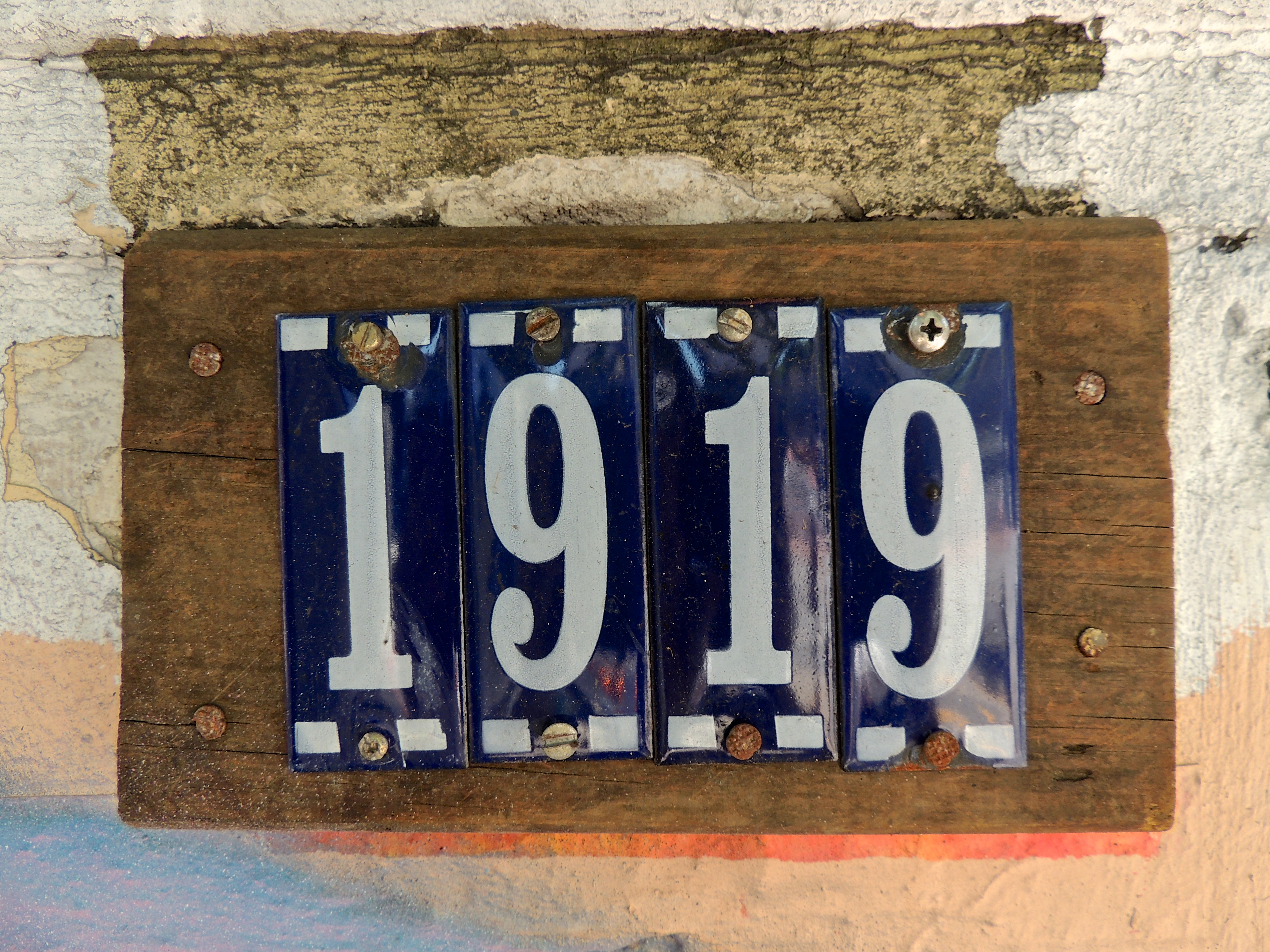
Detalle del número de casa
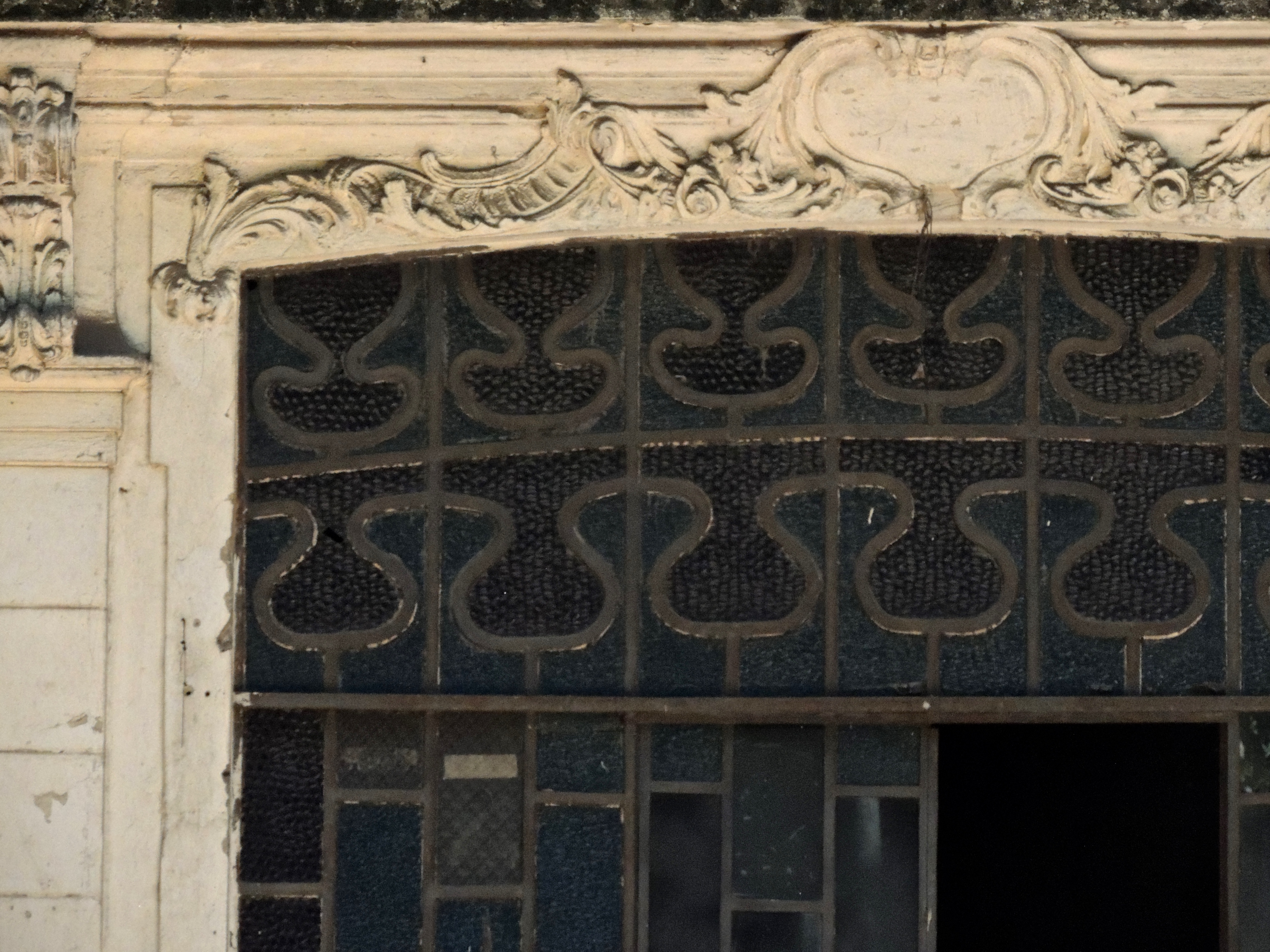
Detalle de la vidriera de la propiedad
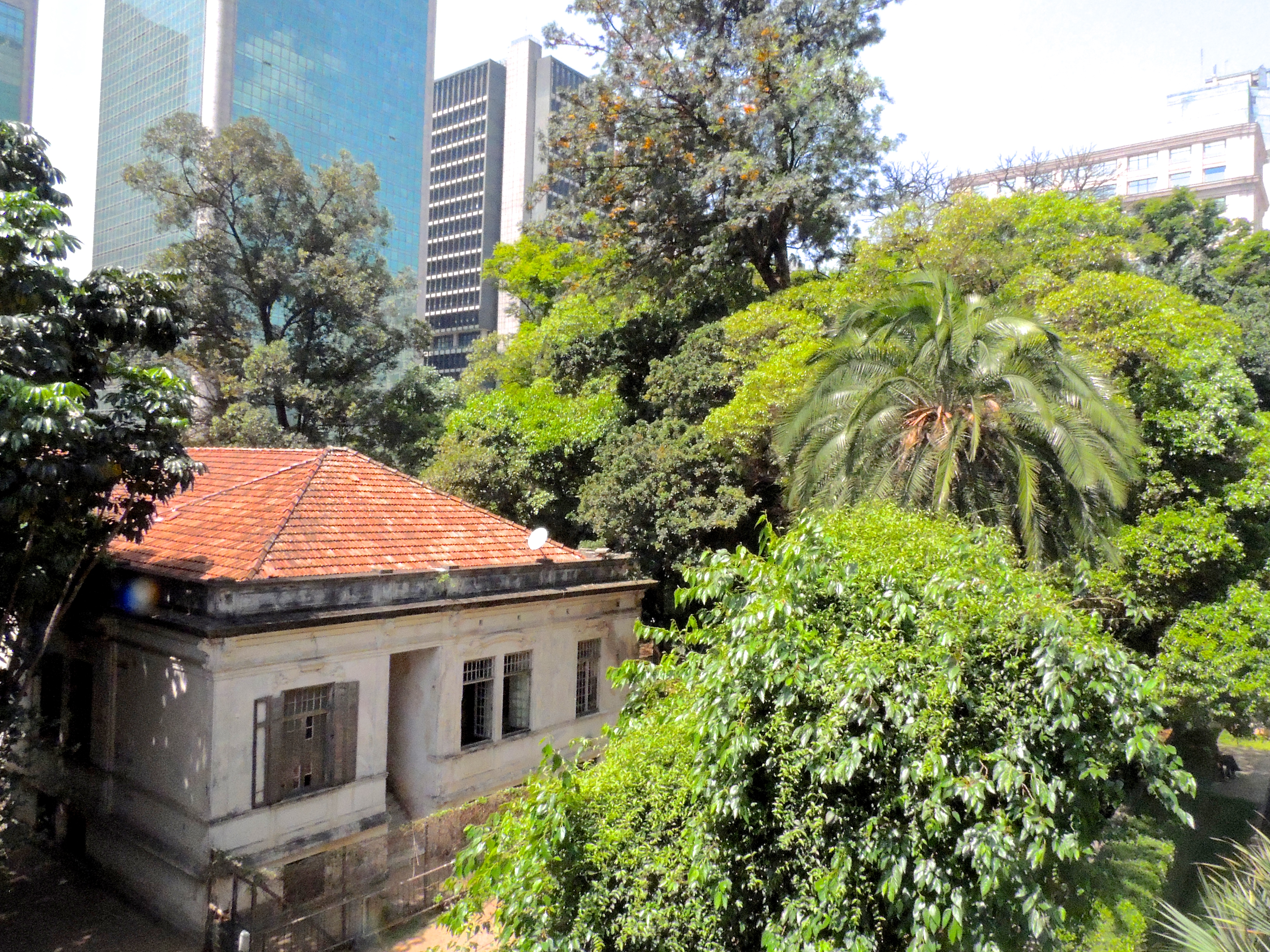
Parte trasera